# آن ابر
آن ابر (به فرانسوی: Anne Hébert) زاده ۱ اوت ۱۹۱۶ - درگذشته ۲۲ ژانویه ۲۰۰۰) نویسنده، شاعر و فیلم‌نامه‌نویس قرن بیستم میلادی اهل کانادا است.